# جين جريجسون
جين جريجسون أو هيذر مابيل جين ماكنتير ( 13 مارس 1928 مارس 1990) كاتب طبخ إنجليزي. في أوخر القرن العشرين ، كانت مؤلفة عمود الطعام في ذا أوبزرفر وكتبت العديد من الكتب حول المأكولات الأوروبية والأطباق البريطانية التقليدية. أثبت عملها تأثيره في الترويج للطعام البريطاني.
ولدة جين جريجسون في جلوسيسترشاير ، ونشأت في سندرلاند ، شمال شرق إنجلترا قبل أن تدرس في كلية نيونهام ، كامبريدج . في عام 1953 ، أصبحت مساعدة تحرير في شركة النشر رينبيرد ، ماكلين ، حيث كانت مساعدة بحث للشاعر والكاتب جيفري جريجسون . سرعان ما بدأوا علاقة استمرت حتى وفاته في عام 1985 ؛ كان لديهم ابنة واحدة ، صوفي . عملت جين كمترجمة للأعمال الإيطالية ، وشاركت في كتابة الكتب مع زوجها قبل كتابة Charcuterie و French Pork Cookery في عام 1967. لقي الكتاب استحسانًا ، واكتسبت غريغسون ، بفضل قوتها ، منصبها في The Observer بعد توصية من كاتبة الطعام إليزابيث ديفيد .